# Sigaloseps ruficauda
Sigaloseps ruficauda är en ödleart som beskrevs av  Ross A. Sadlier och BAUER 1999. Sigaloseps ruficauda ingår i släktet Sigaloseps och familjen skinkar. IUCN kategoriserar arten globalt som sårbar. Inga underarter finns listade i Catalogue of Life.